# Madison Burge
Pour l’article homonyme, voir Burge (homonymie).
Madison Burge, née le 17 octobre 1990 à Hutto, Texas (États-Unis), est une actrice américaine connue surtout pour avoir interprété le rôle de Becky Sproles dans la série télévisée Friday Night Lights.

## Biographie
Madison Burge est née à Hutto, Texas, et est élève de l'Académie chrétienne de Round Rock. Elle repousse son admission à l'université de North Texas pour poursuivre sa carrière d'actrice.
Après quelques années où elle joue dans des courts-métrages, Madison Burge est engagée en 2009 dans la série télévisée Friday Night Lights.
En 2011, elle joue dans le film Seven Days in Utopia auprès d'acteurs ayant reçu un Oscar comme Robert Duvall et Melissa Leo. Elle apparait également dans le rôle de Lexi Samuels dans trois épisodes de la série d'ABC Family The Lying Game. En 2011 toujours, on la voit dans le film Humans vs Zombies, tiré du grandeur-nature éponyme.
En 2013, Madison Burge est dans le clip de la chanson Mono de My Jerusalem. Elle rejoint aussi la distribution de la saison finale de Dexter, interprétant Niki, la fille de Masuka. En 2014, elle a eu le rôle de Zoe dans la série télévisée américaine Star-Crossed aux côtés de son ex partenaire de Friday Night Lights Aimee Teegarden, Matt Lanter, Malese Jow et Grey Damon.
En 2015, elle joue le rôle Chili, une ambulancière, pendant une quinzaine d'épisodes de Chicago Fire.

## Filmographie

### Télévision

#### Série télévisée
- 2009 - 2011 : Friday Night Lights (26 épisodes) : Becky Sproles
- 2011 : The Lying Game : Lexi Samuels 
  - (saison 1, épisode 08 : Never Have I Ever)
  - (saison 1, épisode 09 : Sex, Lies and Hard Knocks High)
  - (saison 1, épisode 10 : East of Emma)
- 2012 : Southland (saison 4, épisode 10 : Jeudi) : Tracy Haywood
- 2013 : Dexter (8 épisodes) : Niki Walters
- 2013 : Ironside (saison 1, épisode 04 : Un simple détail)
- 2014 : Star-Crossed (7 épisodes) : Zoe
- 2014 : NCIS : Nouvelle-Orléans (saison 1, épisode 04 : The Recruits) : Tilda
- 2014 : Chicago Police Department (Chicago P.D.) (saison 2, épisode 01 : Call It Macaroni) : Alissa Martin
- 2015 : Chicago Fire : Jessica "Chili" Chilton

### Cinéma

#### Court métrage
- 2005 : Dear Viddy de Steven Stromberg : Hasna
- 2007 : The Substitute (vidéo) d'Ole Bornedal : Étudiante
- 2007 : Trick 'r Treat de Michael Dougherty : Une adolescente
- 2009 : One More Chance de Mitch Collier : ...
- 2009 : Wasting Away de Matthew Kohnen : ...
- 2011 : The Man Who Never Cried de Bradley Jackson : Janie
- 2012 : Slash de Clay Liford : Edith
- 2013 : Formosa TX : Mina
- 2014 : Lily and Lucille's Hip Creature : Emily Caruso
- 2015 : Erased : (voix)

#### Long métrage
- 2006 : Jumping off Bridges de Kat Candler : Étudiante
- 2011 : Seven Days in Utopia de Matt Russell : Hannah Chisolm
- 2011 : Humans Versus Zombies de  Brian T. Jaynes : Tommi
- 2012 : Rodeo Princess (Titre français : Cowgirl 'n angels) de Timothy Armstrong : Kansas
- 2013 : My Dog Champion de Kevin Nations et Robin Nations : Madison
- 2014 : Exists d'Eduardo Sánchez : Dora
- 2014 : Vertiges (The Loft) d'Erik Van Looy : Zoe Trauner
- 2015 : Divine Access de Steven Chester Prince : Amber
- 2015 : Night of the Babysitter : la Babysitter
- 2015 : Chee and T : Franco